# نوزي

نوزي (أو نوزو باكدية غاسور والمعروفة حاليا بيورغان تبة) مدينة قديمة في بلاد الرافدين تقع جنوب شرق مدينة كركوك حاليا وبالقرب من نهر دجلة.

## التاريخ
ظهرت هذه المدينة في العصر الاكدي ولهذا يعزى بنائها إلى الأكديين إلى الالف الثالث قبل الميلاد واسموها غاسور ولكن عندما وقعت تحت السيطرة الحورية أصبح اسمها نوزي، لا يعرف الكثير عن هذه المدينة لكن كانت هذه المدينة تقوم بالتبادل التجاري بينها وبين مدينة آشور التي كانت قريبة منها وكذلك تمكن من السيطرة عليها عدة اقوام من الميتانيين وثم الحيثيين إلى ان وقعت تحت السيطرة الآشورية.تقع قرية نوزي في ناحية ليلان التابعة لمدينة كركوك ويتميز قرية نوزي لكونها أول موقع اكتشف فيها آثار الزراعة فيها، أي أن سكانها هم أول من قاموا بممارسة الزراعة بعد ان كان الاعتماد على النباتات الطبيعية هي السائدة قبل ذلك الوقت.